# إل تورنو
بلدية إل تورنو (بالإسبانية: El Torno)، هي بلدية تقع في مقاطعة قصرش والتي تقع في منطقة إكستريمادورا، غرب إسبانيا.
يبلغ عدد سكانها 925 نسمة وفقاً لإحصائية سنة (2002).